# MTG1
MTG1 (англ. Mitochondrial ribosome associated GTPase 1) – білок, який кодується однойменним геном, розташованим у людей на короткому плечі 10-ї хромосоми. Довжина поліпептидного ланцюга білка становить 334 амінокислот, а молекулярна маса — 37 237.
| 10         |  | 20         |  | 30         |  | 40         |  | 50         |
| ---------- |  | ---------- |  | ---------- |  | ---------- |  | ---------- |
| MRLTPRALCS |  | AAQAAWRENF |  | PLCGRDVARW |  | FPGHMAKGLK |  | KMQSSLKLVD |
| CIIEVHDARI |  | PLSGRNPLFQ |  | ETLGLKPHLL |  | VLNKMDLADL |  | TEQQKIMQHL |
| EGEGLKNVIF |  | TNCVKDENVK |  | QIIPMVTELI |  | GRSHRYHRKE |  | NLEYCIMVIG |
| VPNVGKSSLI |  | NSLRRQHLRK |  | GKATRVGGEP |  | GITRAVMSKI |  | QVSERPLMFL |
| LDTPGVLAPR |  | IESVETGLKL |  | ALCGTVLDHL |  | VGEETMADYL |  | LYTLNKHQRF |
| GYVQHYGLGS |  | ACDNVERVLK |  | SVAVKLGKTQ |  | KVKVLTGTGN |  | VNIIQPNYPA |
| AARDFLQTFR |  | RGLLGSVMLD |  | LDVLRGHPPA |  | ETLP       |  |            |

A: Аланін

C: Цистеїн

D: Аспарагінова кислота

E: Глутамінова кислота

F: Фенілаланін

G: Гліцин

H: Гістидин

I: Ізолейцин

K: Лізин

L: Лейцин

M: Метіонін

N: Аспарагін

P: Пролін

Q: Глутамін

R: Аргінін

S: Серин

T: Треонін

V: Валін

W: Триптофан

Задіяний у таких біологічних процесах, як регуляція трансляції, альтернативний сплайсинг. 
Білок має сайт для зв'язування з нуклеотидами, ГТФ. 
Локалізований у мембрані, мітохондрії, внутрішній мембрані мітохондрії.